# 舌形双鳍电鳐
舌形双鳍电鳐（学名：Narcine lingula），又稱舌形双鳍电鲼，为軟骨魚綱双鰭电鳐科双鳍电鳐属的鱼类，被IUCN列為易危保育類動物。分布印度西太平洋區，從印度到中國南海、柬埔寨海域，深度20至50公尺，本魚頭部、軀幹和胸鰭連成一體，形成一肥厚而光滑之圓體盤，和尾鰭明顯分開，且尾長約和體盤相等，兩側通常各具一縱走之皮褶，眼小，噴水孔後緣光滑，口小，唇厚，齒細小，排列緊密成鋪石狀，背鰭2個，位於尾鰭之上，頭側及胸鰭有發電器官，體背部銹褐色，具中型暗褐色圓斑，有時圓斑合併成為條紋，腹面白色，體長可達35公分，棲息在沿岸沙泥底質海域，為底棲性魚類，屬肉食性，卵胎生，生活習性不明。该物种的模式产地在中国。